# Joseph Hillier
Pour les articles homonymes, voir Hillier. Ne pas confondre avec Stanley Hillier, autre footballeur anglais ayant joué en France à la même époque.
Joseph Hillier, surnommé Joe Hillier, né le 10 septembre 1908 et mort vraisemblablement le 12 juillet 1943 en Sicile, est un footballeur anglais.
Il réalise l'essentiel de sa carrière en France, dont il remporte le championnat et la Coupe en 1934 avec le FC Sète.

## Carrière
Hillier naît en Angleterre, vraisemblablement de Louisa Hillier. Capable de jouer aux postes de demi (milieu de terrain) et de défenseur, il est décrit comme « scientifique », « adroit », « plein d’assurance et de précision ».
Il semble commencer à jouer au FC Sochaux en décembre 1930, où il est présenté comme un joueur de niveau similaire, sinon meilleur, à son coéquipier et international français Étienne Mattler. Dans un contexte de développement de l'amateurisme « marron », l'entraîneur écossais de Sochaux Victor Gibson fait appel à des compatriotes comme Bernard Williams et Leslie Miller pour former une des meilleures équipes en France. Hillier remporte ainsi en 1931 avec Sochaux la première édition de la Coupe Peugeot. En 1931-1932, il joue 54 des 62 matchs de la saison, signe de son importance dans l'effectif sochalien, dont la victoire de prestige face au FC Barcelone en mai 1932. En 1932-1933 a lieu la première édition du championnat de France professionnel auquel il prend part,. En dépit d'un début de championnat manqué, Sochaux, un des favoris, termine avec le même nombre de points que l'AS Cannes, qui se qualifie pour la finale du championnat à la faveur d'une meilleure moyenne de buts.
En 1933, Hillier rejoint le FC Sète, un autre club ambitieux du championnat. Sous la direction de l’entraîneur René Dedieu, les Sètois remportent en 1934 le championnat, dont il dispute les 26 matchs, et la Coupe de France, en finale de laquelle il est titulaire,. Il reste ainsi trois saisons à Sète,, étant même nommé capitaine lors de la dernière saison. L'équipe termine respectivement au 4e et 7e rang en première division en 1935 et 1936. 
Il rejoint en 1936 l'Olympique de Dunkerque, en deuxième division, comme entraîneur-joueur. Il y joue trois saisons. Au cours de la saison 1938-1939, il est transféré à l'Excelsior AC,, en première division, mais le championnat est interrompu peu après par la Seconde Guerre mondiale. En 1940, il renouvelle cependant sa licence à Dunkerque.
Il s'engage vraisemblablement dans les troupes alliées. Chauffeur dans les troupes d’appui lors du débarquement en Sicile et la campagne d’Italie, il est tué le 12 juillet 1943 et est enterré au cimetière militaire anglais d’Ancône. Son épouse, une Française originaire de La Peyrade, tout près de Sète, prénommée Yvonne, lui survit.

## Palmarès
- Champion de France : 1934 (FC Sète)
- Vainqueur de la Coupe de France : 1934 (FC Sète)

## Statistiques
| Saison    | Club                   | Championnat | Championnat | Championnat | Coupe(s) nationale(s) | Coupe(s) nationale(s) | Total | Total |
| Saison    | Club                   | Division    | M.          | B.          | M.                    | B.                    | M.    | B.    |
| 1930-1931 | FC Sochaux             | DH          | -           | -           | -                     | -                     | 0     | 0     |
| 1931-1932 | FC Sochaux             | DH          | -           | -           | -                     | -                     | 0     | 0     |
| 1932-1933 | FC Sochaux             | D1          | 13+         | -           | 3                     | -                     | 16+   | 0     |
| 1933-1934 | FC Sète                | D1          | 26          | 0           | 5                     | 0                     | 31    | 0     |
| 1934-1935 | FC Sète                | D1          | 19          | 0           | 3                     | 0                     | 22    | 0     |
| 1935-1936 | FC Sète                | D1          | 27          | 0           | 3                     | 0                     | 30    | 0     |
| 1936-1937 | Olympique de Dunkerque | D2          | -           | -           | -                     | -                     | 0     | 0     |
| 1937-1938 | Olympique de Dunkerque | D2          | -           | -           | 1+                    | 2+                    | 1+    | 2+    |
| 1938-1939 | Olympique de Dunkerque | D2          | -           | -           | -                     | -                     | 0     | 0     |
| 1939      | Excelsior AC           | D1          | 1+          | -           | -                     | -                     | 1+    | 0     |